# Trojanska planina
Trojanska planina (bulgariska: Троянска планина) är en bergskedja i Bulgarien.   Den ligger i regionen Lovetj, i den centrala delen av landet, 120 km öster om huvudstaden Sofia.
I omgivningarna runt Trojanska planina växer i huvudsak lövfällande lövskog. Runt Trojanska planina är det ganska glesbefolkat, med 48 invånare per kvadratkilometer.